# 下韃靼勒什蒂鄉
44°22′N 25°11′E / 44.367°N 25.183°E
下韃靼勒什蒂鄉（羅馬尼亞語：Comuna Tătărăștii de Jos, Teleorman），是羅馬尼亞的鄉份，位於該國南部，由特列奧爾曼縣負責管轄，處於布加勒斯特以西70公里，每年平均降雨量985毫米，海拔高度138米，2007年人口3,994。